# Душан Поповски
Душан Поповски (на македонска литературна норма: Душан Поповски) е македонски и югославски функционер, кмет на Скопие и дипломат.

## Биография
Роден е в 1930 година в Мренога, тогава в Югославия. Става председател на Съюзната скупщина на СФРЮ. От 1968 до 1973 година е посланик на СФРЮ в ЮНЕСКО. От 1979 до 1984 година е посланик на СФРЮ във Франция. От 1984 до 1986 година е председател на Събранието на град Скопие. От 1986 до 1991 година Душан Поповски е депутат в Съюзния събор - едната камара на Съюзната скупщина на СФР Югославия, и от 1986 до 1990 г. е председател на Скупщината на СФР Югославия. Занимава се и с журналистика. Работи като главен редактор на „Млад борец“ и главен и отговорник редактор на списание „Погледи“. Автор е на трудове на историографски теми.